# Friedrich Dionys Weber

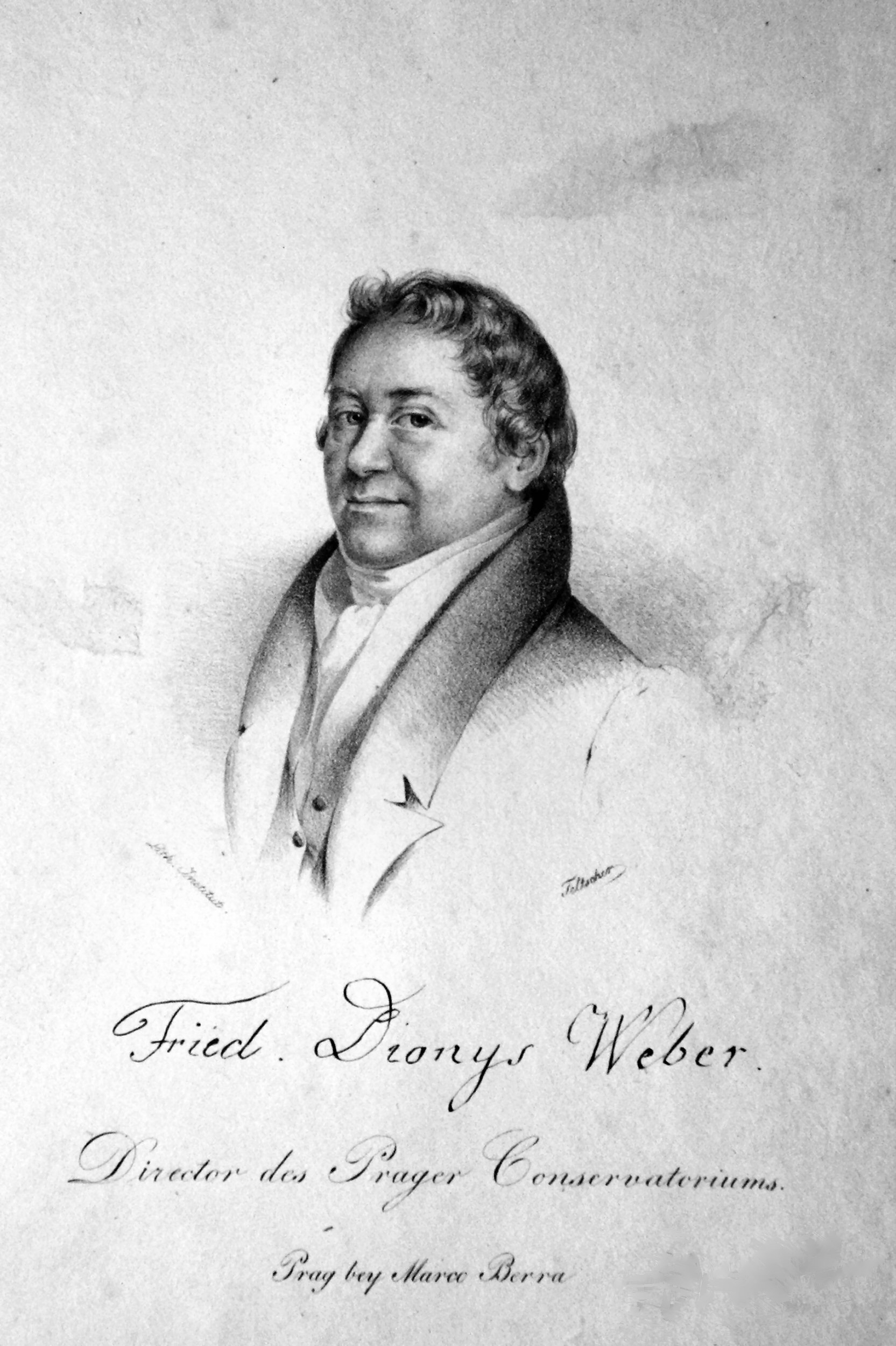
Friedrich Dionys Weber, Lithographie von Josef Eduard Teltscher, um 1830

Friedrich Dionys Weber (tschechisch: Bedřich Diviš Weber, * 9. Oktober 1766 in Welchau, Böhmen; † 25. Dezember 1842 in Prag) war ein böhmischer Komponist und Musikpädagoge.

## Leben
Weber erwarb seine Schulbildung am Gymnasium in Duppau (Doupov) und studierte anschließend Philosophie, Theologie und Rechte in Prag. Musikalisch wurde er durch Georg Joseph Vogler (1792) ausgebildet, und in den 1790er Jahren galt er in Prag bald als hervorragender Lehrer und Pianist. Ab etwa 1804 dirigierte er die Konzerte eines Prager Dilettantenorchesters und später die des neugegründeten Prager Konservatoriums, zu dessen Direktor er 1810 von den böhmischen Ständen ernannt wurde. 1839 wurde er ebenfalls zum Direktor der 1830 gegründeten Prager Orgelschule berufen.
Sein Wirken am Konservatorium wurde von Carl Maria von Weber, der von 1813 bis 1816 Leiter des Prager Theaterorchesters war, in seinen Berichten über das Prager Musikleben positiv beurteilt. 
Sein musikalischer Stil wurde hauptsächlich von Mozart, den er persönlich kannte, und von Abbé Vogler beeinflusst. In seinen Kompositionen erwies er sich vor allem in der Behandlung der Blechbläser als innovativ.

## Werke (Auswahl)

### Musik
- Böhmens Errettung, Kantate (1797)
- Hymne an den Frieden für gemischten Chor und Klavier (1798)
- Drei Sextette für sechs Hörner
- Drei Quartette für vier Waldhörner in F
- Variationen Es-Dur für Trompete und Orchester

### Schriften
- Biografie über Constanze Mozart, geborene Weber. [Nachweis fehlt!]
- Das Konservatorium der Musik zu Prag; Prag 1817
- Allgemeine theoretisch-praktische Vorschule der Musik; Prag 1828
- Theoretisch-praktisches Lehrbuch der Harmonie und des Generalbasses, I–IV; Prag 1830–1833

## Schüler
- Ignaz Moscheles
- Johann Wenzel Kalliwoda
- Václav Emanuel Horák